# 土井邦彦
土井 邦彦（どい くにひこ、1986年12月3日 - ）は、愛知県出身のバスケットボール選手である。ポジションはフォワード。

## 来歴
安城学園高校を卒業後、中央大学に進学。
卒業後、アイシン・エィ・ダブリュ アレイオンズ安城に入団。

## 経歴
- 青山中学校 - 安城学園高校 - 中央大学 - アイシン・エィ・ダブリュ アレイオンズ安城